# 国营林场 (明水县)
国营林场又称明水县国有林场、明水林场，是中国黑龙江省绥化市明水县境内的一个国营林场，位于明水县的西部。
林场始建于1959年。2018年时，林场总经营面积7048公顷。其中，有林地面积2106公顷，灌木林面积102公顷，无林地4672公顷，以及其它用地。森林覆盖率29.9%。所辖区域，列为明水县下辖的一个类似乡级单位。明水县人民政府相关文件中，将国营林场和明水种畜场的指标情况包含在通达镇内。

## 行政区划
下辖以下地区：
国营林场虚拟生活区。